# IJzervaren
De ijzervaren (Cyrtomium falcatum) is een van oorsprong Oost-Aziatische varen uit de niervarenfamilie (Dryopteridaceae) die door cultivatie wereldwijd verspreid is en zich sinds enige jaren in België en Nederland ook in het wild voortplant.

## Naamgeving en etymologie
- Basioniem: Polypodium falcatum L.f.

De botanische naam Cyrtomium komt van het Oudgriekse κύρτωμα, kurtōma (boog), naar de boogvormige rangschikking van de vaatbundels.

## Kenmerken

### Plant
De ijzervaren is een middelgrote, overblijvende, winterharde kruidachtige varen. Op een rechtstaande wortelstok staat een losse bundel schuin opgaande bladen.Vruchtbare en onvruchtbare bladen zijn praktisch gelijk van vorm.

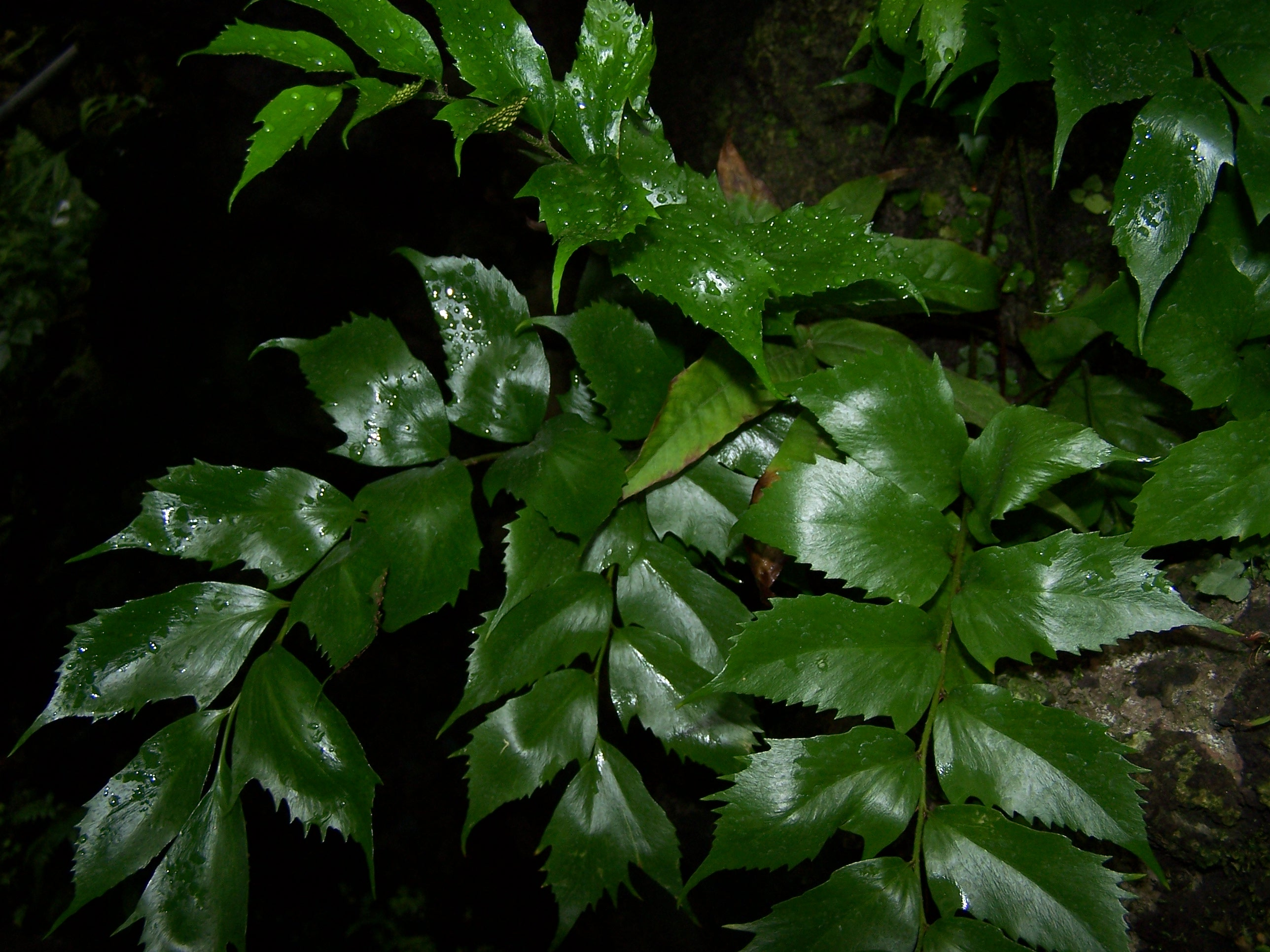
Blad

### Bladen
De lichtgroene, aan de bovenzijde glanzende bladen staan wijd uitgespreid, zijn tot 60 cm lang, smal driehoekig van vorm en eenmaal geveerd. Het blad heeft tot vier tot tien paar zijdelingse blaadjes en een eindblaadje. De blaadjes zijn tot 10 cm lang, kortgesteeld, eirond of scheef ruitvormig, de onderste sikkelvormig gekromd en met een basale lob. Ze zijn lichtgroen van kleur, aan de bovenzijde leerachtig glanzend, onderaan mat. De bladrand is gezaagd tot ondiep gelobd.
Het blad heeft een lange tere bladsteel met kleine, oranjebruine schubben.

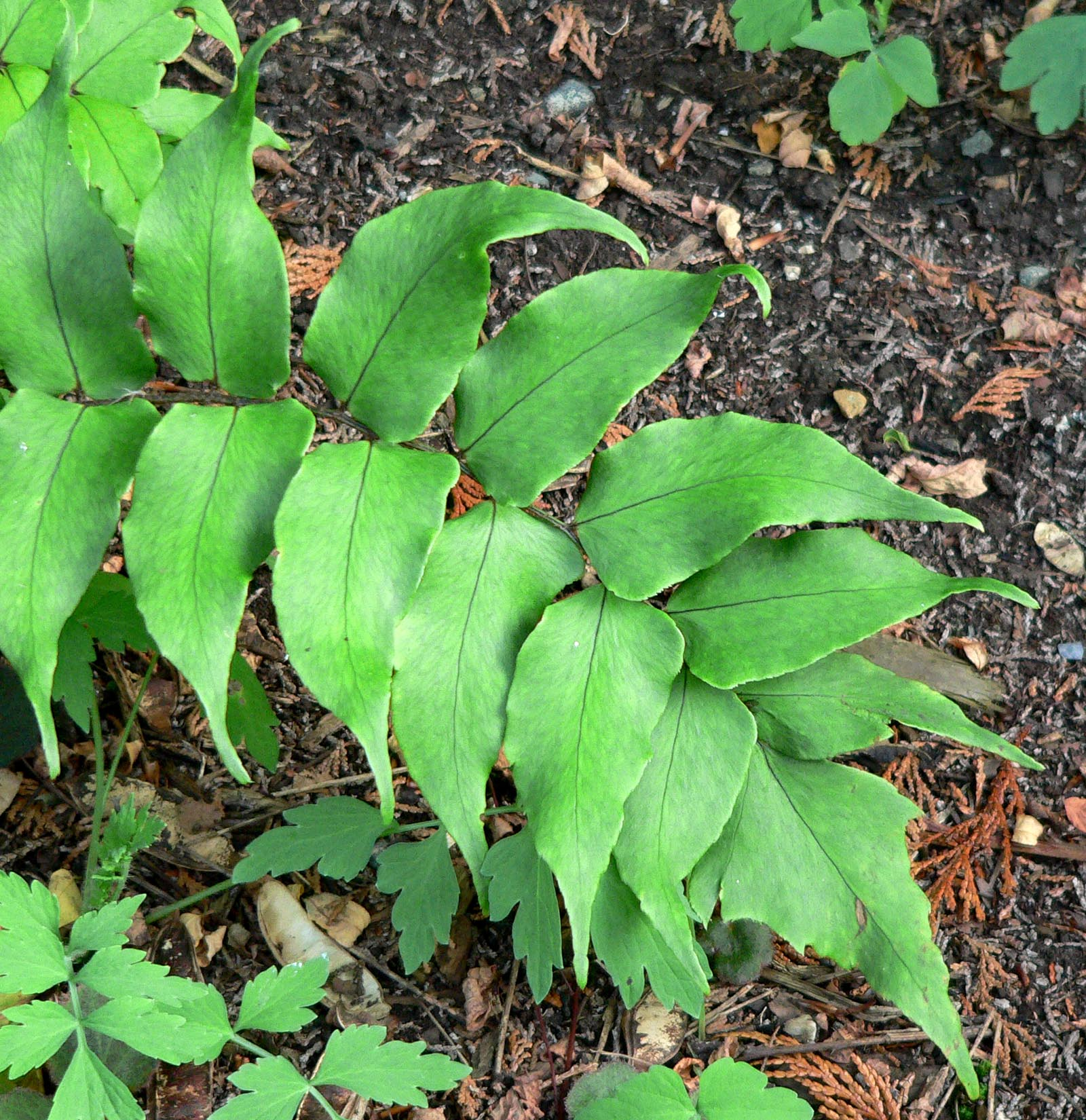
Sporenhoopjes zijn door het blad heen zichtbaar

### Sporenhoopjes
De ronde sporenhoopjes zitten op de onderzijde van de bladen, in twee of meer rijen tussen de bladnerf en de bladrand, afgedekt met een bruin dekvliesje. De sporen zijn rijp van juni tot augustus.

## Habitat
De ijzervaren is een rotsvaren en komt voornamelijk voor op rotsen en kliffen en in matig voedselrijke bossen.
In de bewoonde wereld neemt hij genoegen met bakstenen of natuurstenen muren, waterputten en kaden.

## Voorkomen
De ijzervaren is oorspronkelijk afkomstig uit Oost-Azië (China), maar is als tuin- en kamerplant praktisch wereldwijd verspreid geraakt. De soort komt ondertussen in het wild voor in zowel Europa als in Noord-Amerika. Blijkbaar kan de plant overleven en zich voortplanten in een gematigd klimaat met milde vorst.
Sinds enkele jaren worden ook in België en Nederland sporenvormende exemplaren van de ijzervaren gevonden buiten tuinen. Tot nu toe beperkt hij zich blijkbaar wel tot vochtige muren in een stedelijke omgeving. Zo is hij in Nederland sinds 2000 gevonden in o.a. Amsterdam, Delft, Utrecht, Middelburg en Haarlem en ook in Twente en in België ondertussen ook in de stadscentra van Gent en Antwerpen.

## Verwante en gelijkende soorten
In België en Nederland kan naast de Gewone ijzervaren (Cyrtomium falcatum) ook C. fortunei
(‘Smalle ijzervaren’) voorkomen.

## Zeldzaamheid en bescherming
De ijzervaren wordt noch op de Vlaamse Rode Lijst (planten), noch op de Nederlandse Rode Lijst (planten) vermeld.

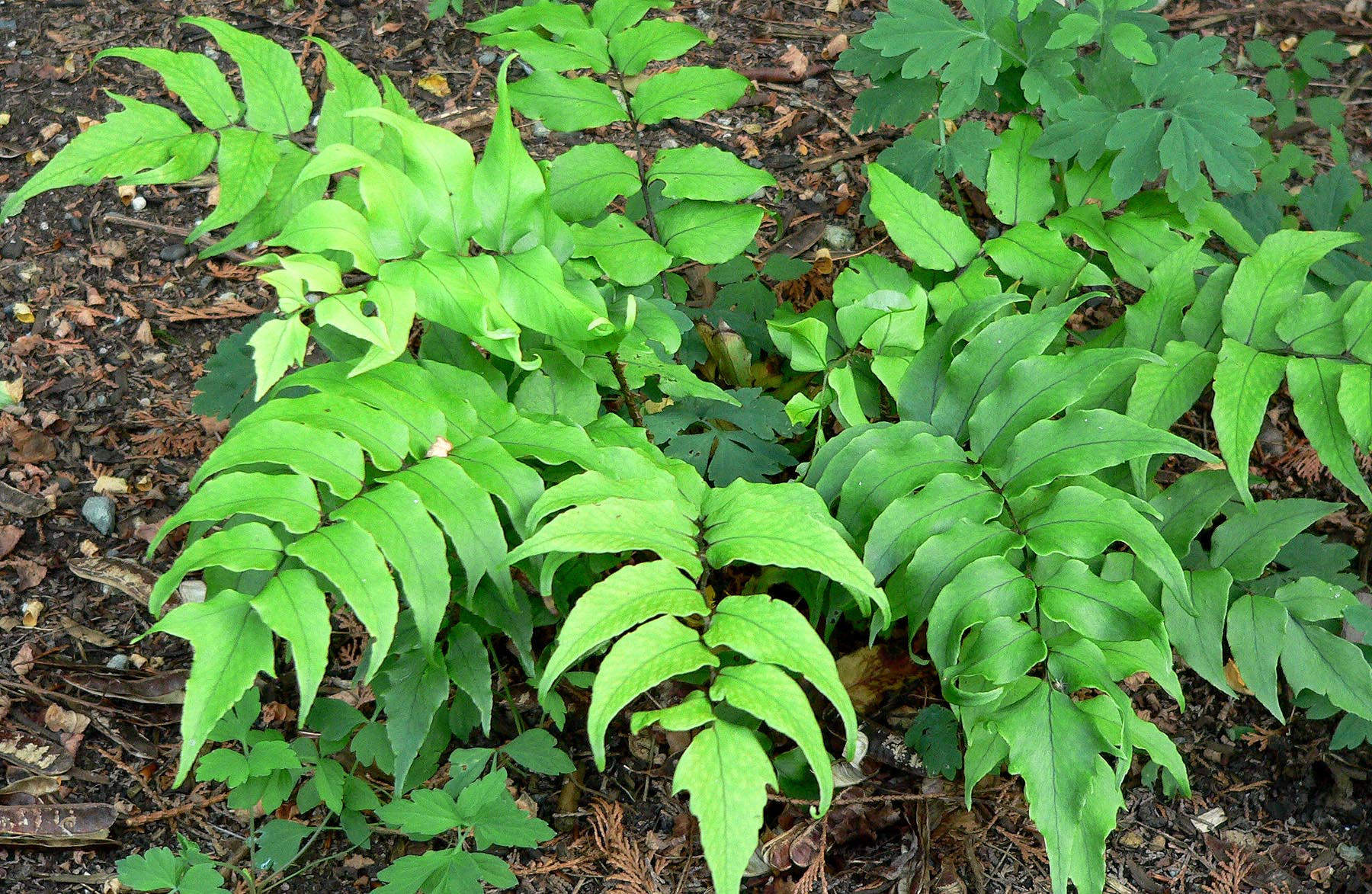